# Diplectrona suensoni
Diplectrona suensoni är en nattsländeart som beskrevs av Georg Ulmer 1932. Diplectrona suensoni ingår i släktet Diplectrona och familjen ryssjenattsländor. Inga underarter finns listade i Catalogue of Life.